# Plourac'h
Plourac'h [pluʁax] est une commune française du département des Côtes-d'Armor, en région Bretagne.

## Géographie

### Situation

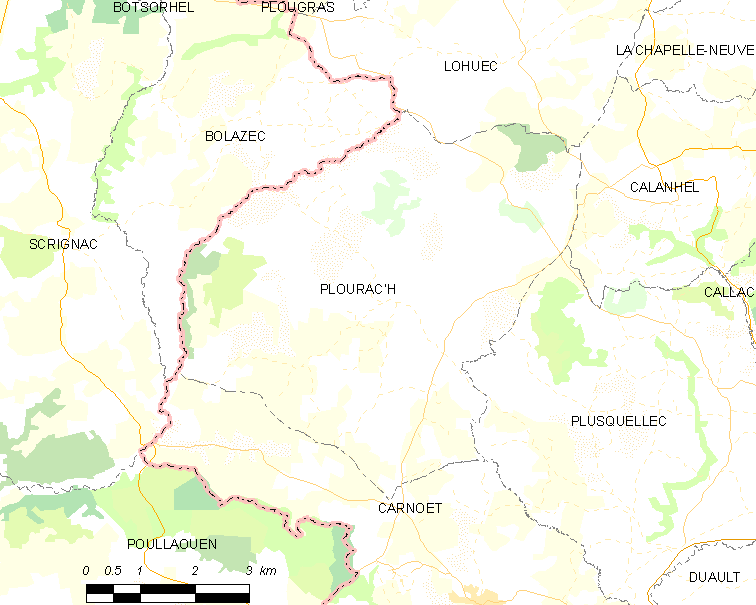
Carte de la commune de Plourac'h et des communes avoisinantes.

| Bolazec Finistère  | Lohuec    | Calanhel    |
|                    | Plourac'h |             |
| Scrignac Finistère | Carnoët   | Plusquellec |

### Relief et hydrographie

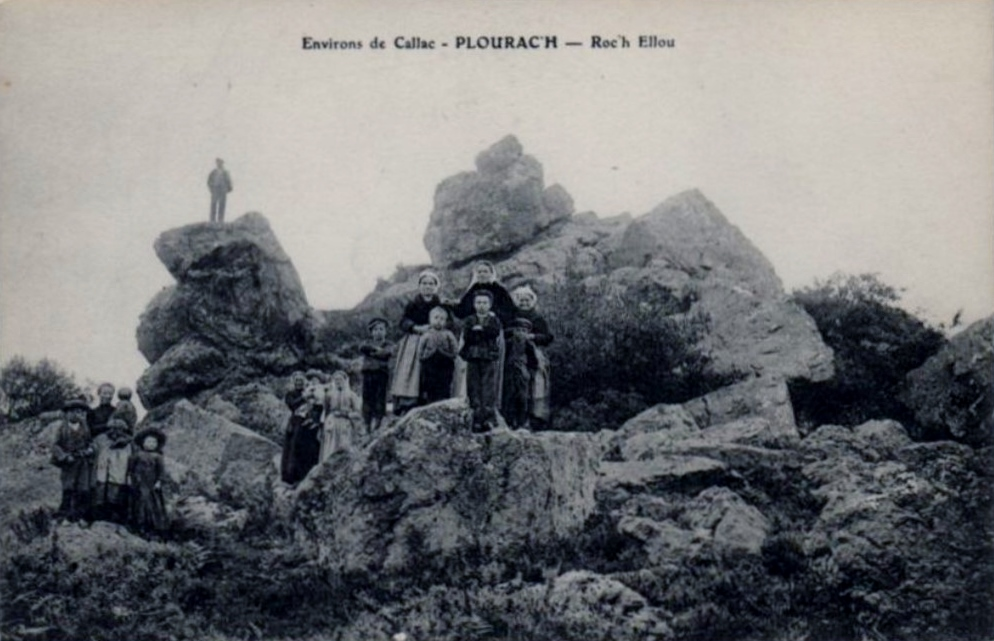
Le rocher de Roc'h Ellou au début du XXe siècle.
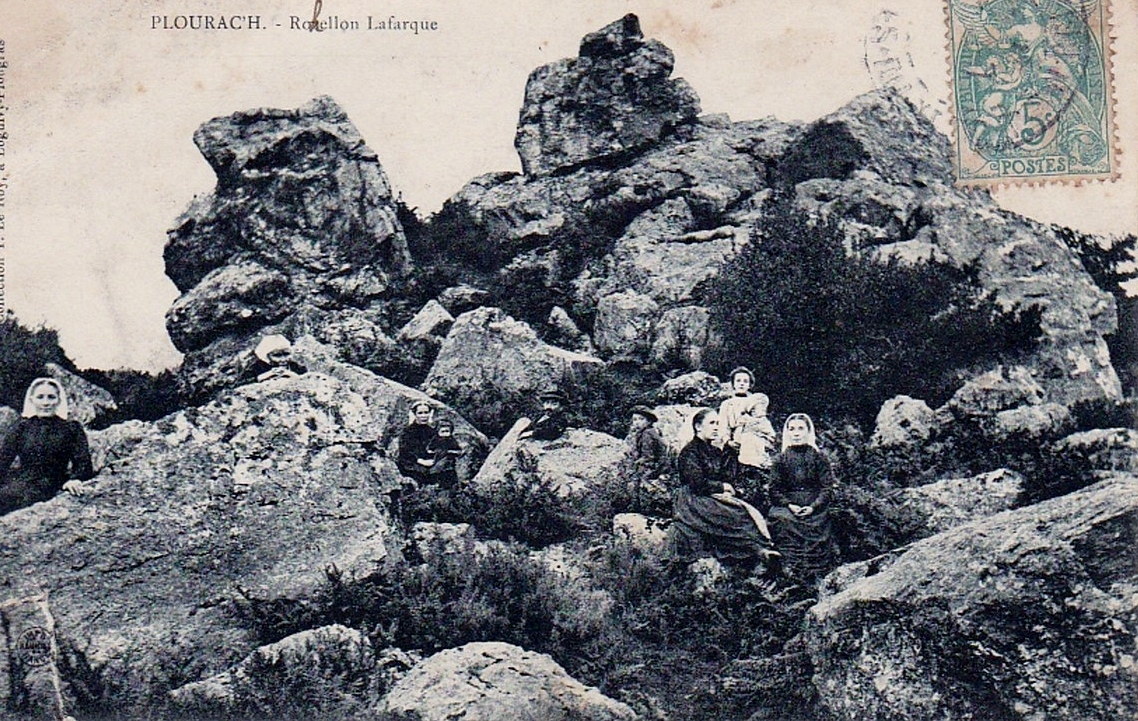
Le rocher de Rohellou Lafarque au début du XXe siècle.

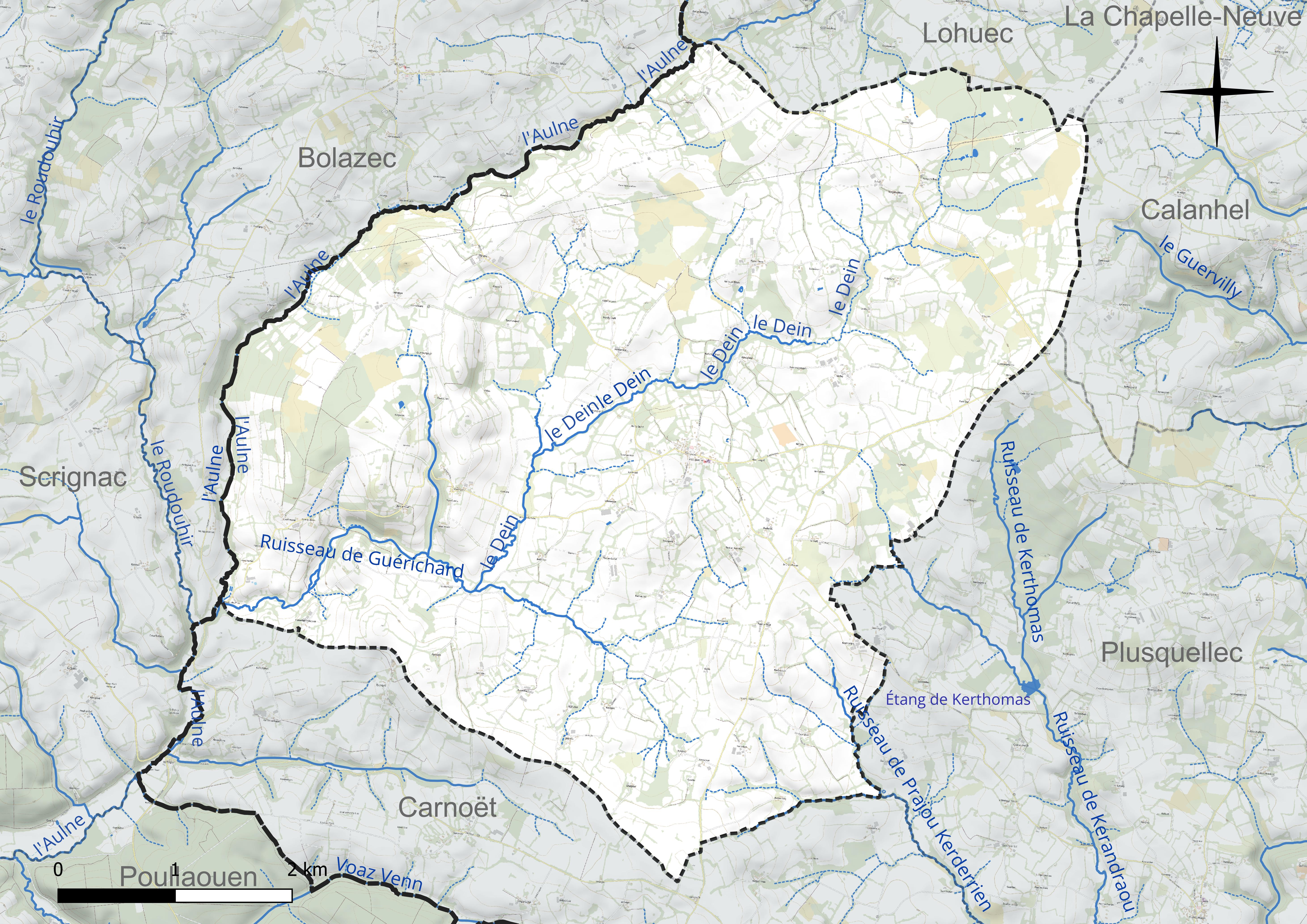
Carte du réseau hydrographique de Plourac'h.

Le fleuve côtier Aulne, dont la source se trouve en Lohuec, sert de limite occidentale à la commune, la séparant de Bolazec ; il forme aussi la limite entre les départements des Côtes-d'Armor et du Finistère. Sa vallée est encaissée d'une bonne cinquantaine de mètres par rapport aux hauteurs avoisinantes. Le ruisseau de Guérichard et son affluent le ruisseau du Den, respectivement affluent de rive gauche et sous-affluent de l'Aulne, ainsi que le ruisseau de Prajou Kerderrien, affluent de rive droite de l'Hyères, ont leurs sources dans la commune.
Le finage de Plourac'h, situé dans le prolongement oriental des Monts d'Arrée, présente un aspect accidenté : les points les plus élevés sont à la limite orientale de la commune (282 mètres sur la ligne de crête séparant Plourac'h de Calanhel sur la D 54 au nord de Kerdudal) ; 233 mètres dans la partie sud de la commune entre Poullouarn et l'Allée ; 247 mètres près de la limite nord de la commune, au sud-ouest du hameau de Keranquéré ; 217 mètres au niveau de chapelle ruinée de Saint-Maudez dans la partie sud-ouest). Le bourg, en position relativement centrale dans la commune, est vers 215 mètres.Le point le plus bas (128 mètres) se trouve dans l'angle sud-ouest du territoire communal, là où l'Aulne quitte la commune.
Joachim Gaultier du Mottay écrit en 1862 que le territoire de Plourac'h est « très montueux et très accidenté, peu boisé et peu planté de pommiers », que ses terres sont « semi-argileuses, assez médiocres » et que 1/8e de sa superficie est en prairies et un tiers en landes.

### Hydrographie
Pour un article plus général, voir Réseau hydrographique des Côtes-d'Armor.
La commune est située dans le bassin Loire-Bretagne. Elle est drainée par l'Aulne, le Dein, le ruisseau de Guérichard, le ruisseau de Kerandraou et divers autres petits cours d'eau,.
L'Aulne, d'une longueur de 144 km, prend sa source dans la commune de Lohuec et se jette  dans la rade de Brest en limite de Landévennec et de Rosnoen, après avoir traversé 27 communes. 

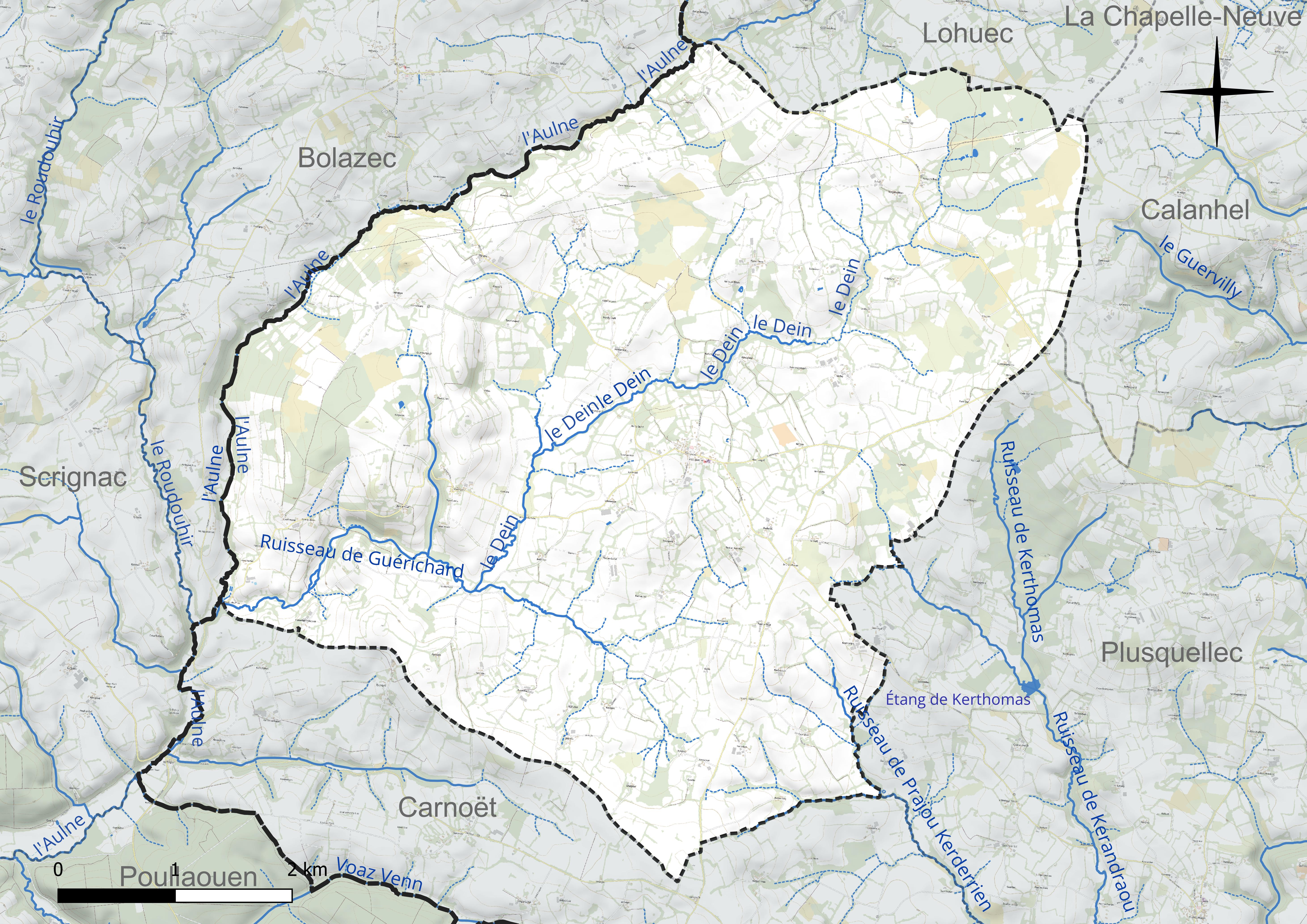
Réseau hydrographique de Plourac'h.

### Climat
Pour des articles plus généraux, voir Climat de la Bretagne et Climat des Côtes-d'Armor.
En 2010, le climat de la commune est de type climat océanique franc, selon une étude du Centre national de la recherche scientifique s'appuyant sur une série de données couvrant la période 1971-2000. En 2020, Météo-France publie une typologie des climats de la France métropolitaine dans laquelle la commune est exposée à un climat océanique et est dans la région climatique Finistère nord, caractérisée par une pluviométrie élevée, des températures douces en hiver (6 °C), fraîches en été et des vents forts. Parallèlement l'observatoire de l'environnement en Bretagne publie en 2020 un zonage climatique de la région Bretagne, s'appuyant sur des données de Météo-France de 2009. La commune est, selon ce zonage, dans la zone « Monts d'Arrée », avec des hivers froids, peu de chaleurs et de fortes pluies.
Pour la période 1971-2000, la température annuelle moyenne est de 10,7 °C, avec une amplitude thermique annuelle de 11,3 °C. Le cumul annuel moyen de précipitations est de 1 156 mm, avec 16,3 jours de précipitations en janvier et 8,6 jours en juillet. Pour la période 1991-2020, la température moyenne annuelle observée sur la station météorologique la plus proche, située sur la commune de Carhaix-Plouguer à 15 km à vol d'oiseau, est de 11,4 °C et le cumul annuel moyen de précipitations est de 1 112,4 mm,. Pour l'avenir, les paramètres climatiques de la commune estimés pour 2050 selon différents scénarios d'émission de gaz à effet de serre sont consultables sur un site dédié publié par Météo-France en novembre 2022.

### Cadre géologique
La commune est localisée dans la partie occidentale du Massif armoricain, à la limite septentrionale du domaine centre armoricain. Elle se situe dans un vaste bassin sédimentaire s'allongeant sensiblement en direction W-E, depuis la baie de Douarnenez jusqu'au bassin de Laval. Ce bassin est principalement constitué de schistes briovériens (sédiments détritiques essentiellement silto-gréseux issus de l'érosion du segment occidental de la chaîne cadomienne, accumulés sur plus de 15 000 m d'épaisseur et métamorphisés), formant un socle pénéplané sur lequel repose en discordance des formations paléozoïques sédimentaires (formations siluro-dévoniennes constituées de schistes, phyllades et quartzites). Ces formations ont été déposées dans le bassin marqué par une forte subsidence, puis métamorphisées et déformées lors de l'orogenèse varisque (plis d'orientation préférentielle N 110° et plusieurs familles de failles d'orientations différentes).
Sur le territoire de Plourac'h, le bassin est limité à l'ouest, au nord et à l'est par trois importants plutons hercyniens (les massifs granitiques de Huelgoat, de Commana-Plouaret et de Quintin) qui font partie d'un ensemble plus vaste, le batholite médio-armoricain. Ces massifs percent le géologie briovérien qui constitue une des principales unités tectoniques de la région, l'anticlinal briovérien de Yeun Elez-Plourac'h-Callac, avec la zone d'ensellement transverse de Scrignac. Ces schistes briovériens sont les témoins d'une pénéplanation très ancienne à l'ère primaire suivie d'un resoulèvement à l'ère secondaire, contre-coup des plissements pyrénéen et alpin.

## Urbanisme

### Typologie
Au 1er janvier 2024, Plourac'h est catégorisée commune rurale à habitat très dispersé, selon la nouvelle grille communale de densité à 7 niveaux définie par l'Insee en 2022.
Elle est située hors unité urbaine et hors attraction des villes,.

### Occupation des sols
L'occupation des sols de la commune, telle qu'elle ressort de la base de données européenne d’occupation biophysique des sols Corine Land Cover (CLC), est marquée par l'importance des territoires agricoles (91,8 % en 2018), en augmentation par rapport à 1990 (90,1 %). La répartition détaillée en 2018 est la suivante :
zones agricoles hétérogènes (51,3 %), prairies (22,9 %), terres arables (17,6 %), milieux à végétation arbustive et/ou herbacée (5 %), forêts (3,2 %). L'évolution de l’occupation des sols de la commune et de ses infrastructures peut être observée sur les différentes représentations cartographiques du territoire : la carte de Cassini (XVIIIe siècle), la carte d'état-major (1820-1866) et les cartes ou photos aériennes de l'IGN pour la période actuelle (1950 à aujourd'hui).

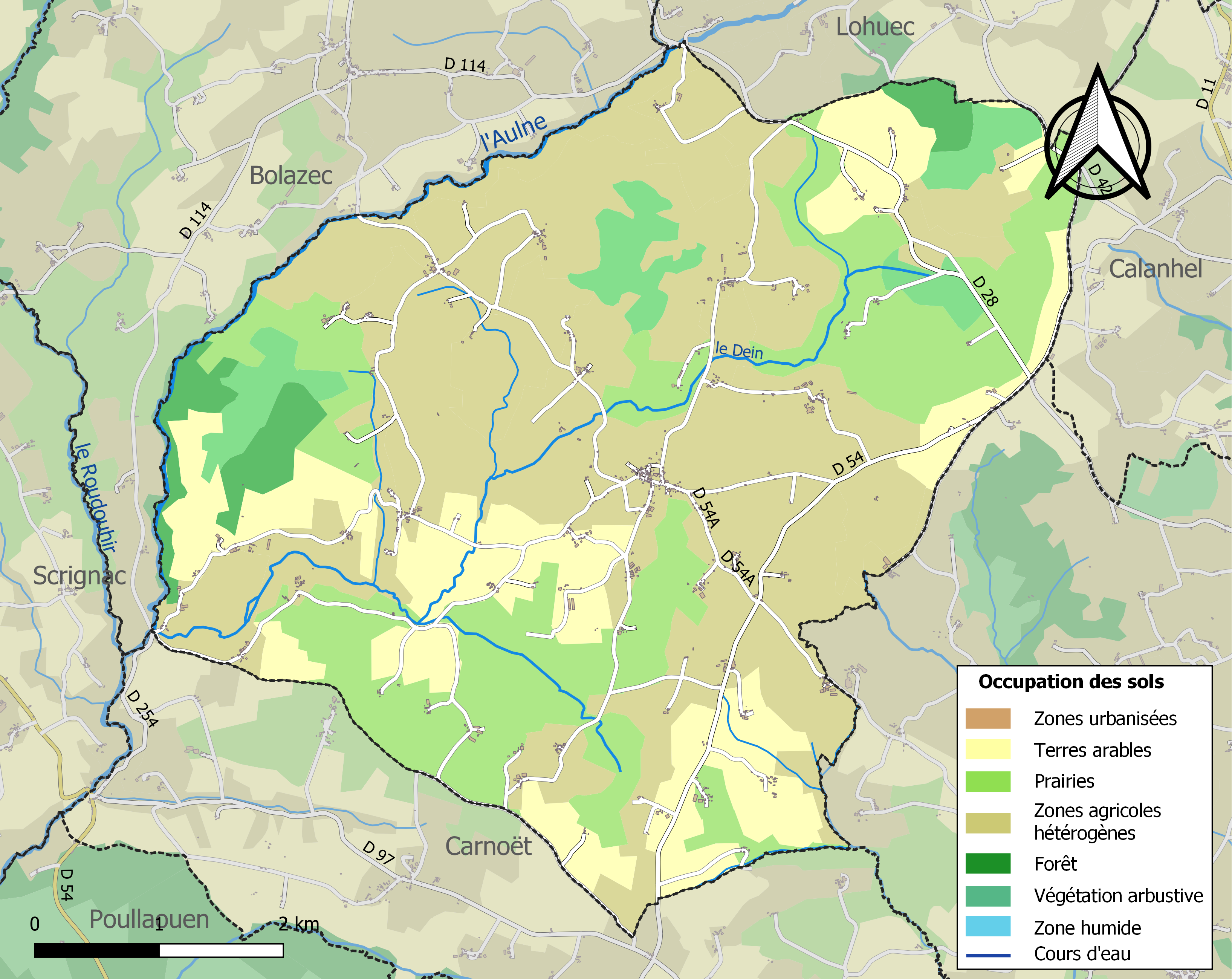
Carte des infrastructures et de l'occupation des sols de la commune en 2018 (CLC).

## Toponymie
Le nom de la localité est attesté sous les formes Ploegruach en 1329 et vers 1330, Ploegrauch en 1368, Ploegruach en 1405, Plouegraff au XVe siècle, Ploerach en 1535 et en 1536, Ploegroach en 1574, Plorach en 1591.
Plourac'h vient de l'ancien breton plou (paroisse) et, semble-t-il, de  c'hrac'h (tas, monceau, butte).
Un décret en date du 31 octobre 1877 officialisé la nouvelle graphie,"Plourec'h" en lieu et place de la prêcédénte"Plourach".

## Histoire

### Préhistoire et Antiquité
Le menhir de Toul Hoat est le seul menhir subsistant d'un ensemble de deux menhirs.

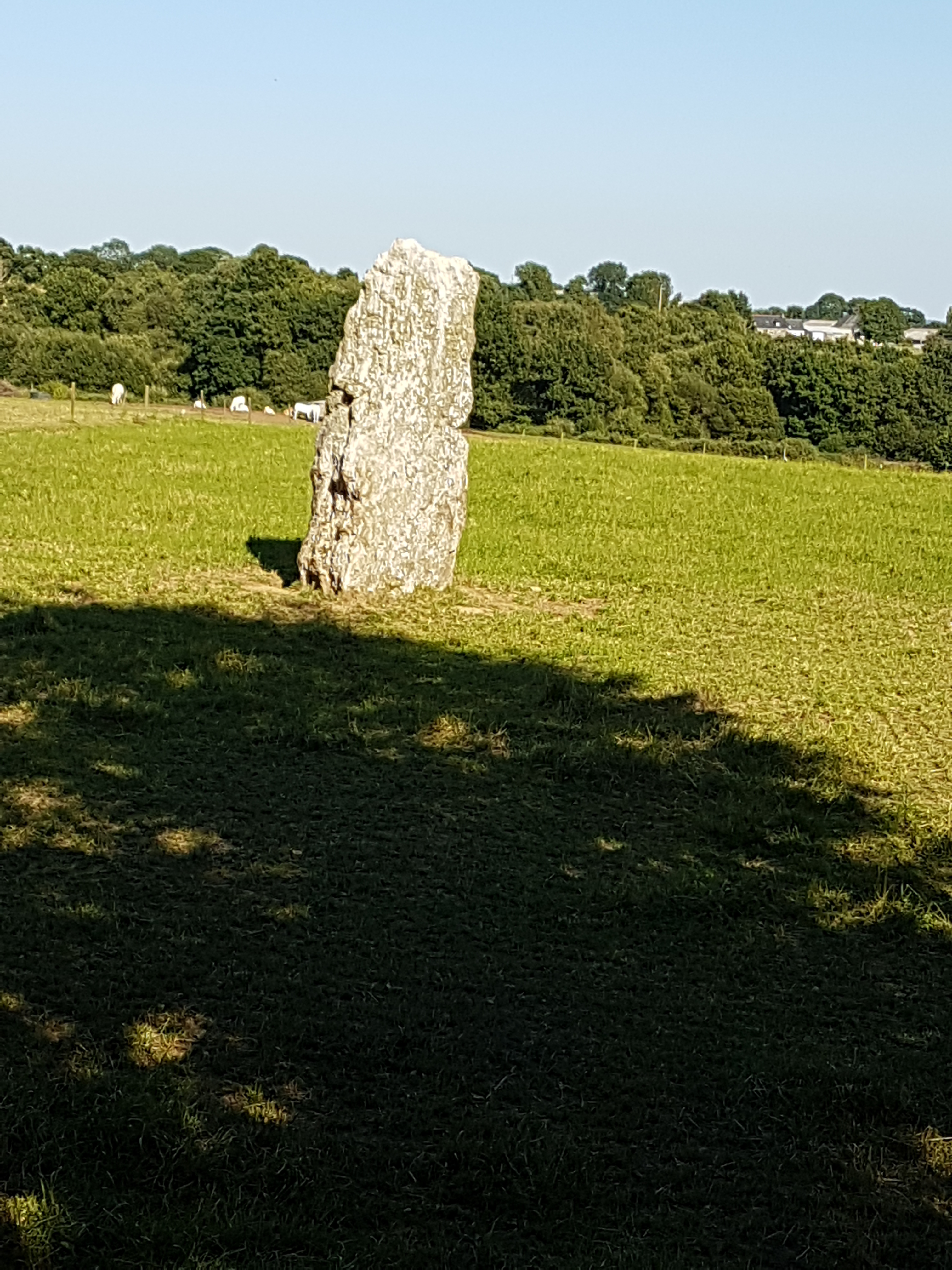
Le menhir de Toulhoat vu de l'ouest.
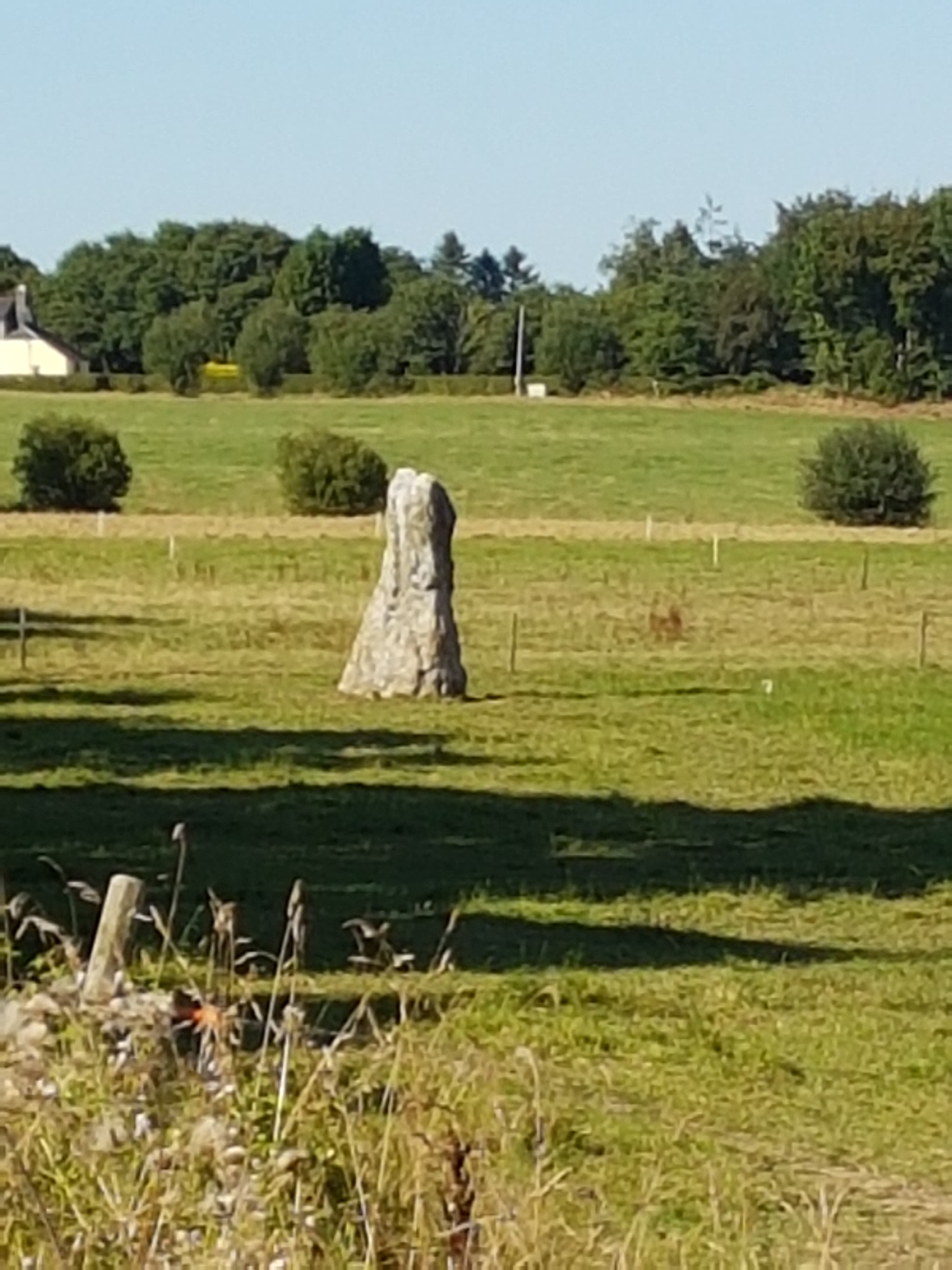
Le menhir de Toulhoat vu du sud.

Un autre menhir, nommé Min-ar-Groach, en quartz et haut de huit mètres a été débité pour empierrer les routes situées à proximité, des bracelets en bronze et des poignards du même métal ont été trouvés à proximité. Deux autres menhirs existaient encore à la fin du XIXe siècle à gauche de la route de Plourac'h à Carnoët, qui est une ancienne voie romaine.
Une enceinte fortifiée de plan rectangulaire, nommée Castel-an-Poder, est située le long de cette route à environ trois kilomètres du bourg ; elle est entourée d'un double talus en terre, séparé par un fossé. Un tumulus se trouve au village de Bourgerel.

### Moyen-Âge
Plourach est une ancienne paroisse de l'Armorique primitive, qui englobait, semble-t-il, Carnoët. Puis Plourach dépendit de la châtellenie de Carnoët.
L'église paroissiale Saint-Jean-Baptiste, surnommée "la cathédrale de l'Argoat", fut fondée par François du Mené, chambellan du duc de Bretagne François II (1458-1488). Elle possédait encore au XIXe siècle un calice de grande dimension, en argent, et dont les principales ciselures représentent les Douze Apôtres, qui aurait été fabriqué vers 1545 par Yves Donné, orfèvre à Morlaix, et qui aurait été donné à la paroisse par la duchesse Anne.
- Église de Plourac'h : blason de la famille de Kerouartz.
- Église de Plourac'h : blason de la famille David.

### Temps modernes
Le prédicateur Julien Maunoir a prêché une mission à Plourac'h en 1647.
En novembre 1719 le marquis de Pontcallec, qui avait été à la tête de la conspiration de Pontcallec, se cacha chez le recteur de Plourach.

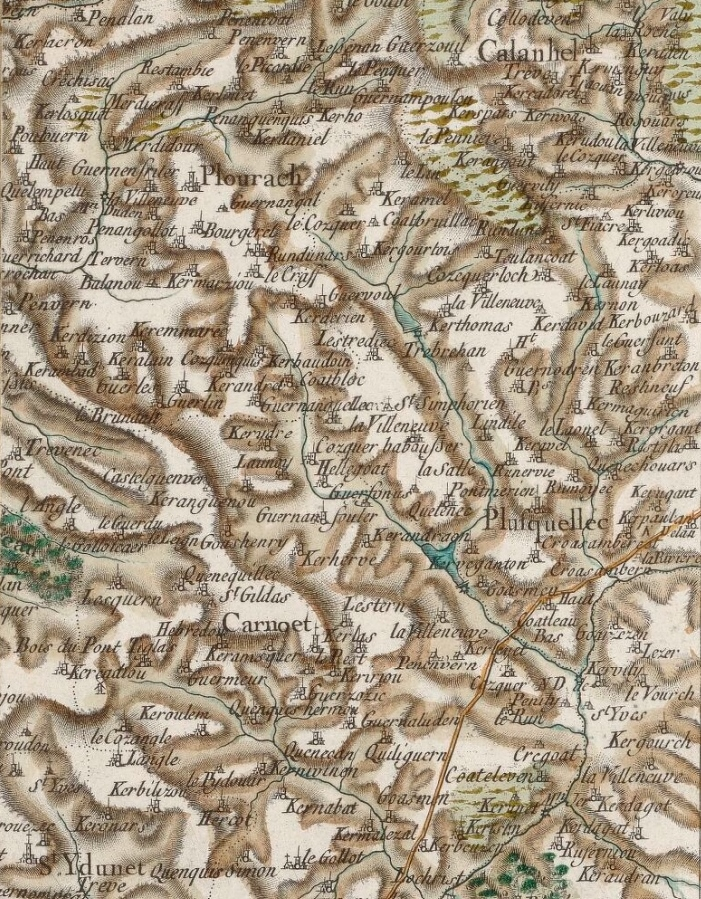
Carte de Cassini des paroisses de Plusquellec, Plourac'h et Carnoët (1784).

Jean-Baptiste Ogée décrit ainsi Plourac'h en 1778 :

« Plourach ; sur une hauteur ; à 14 lieues au Nord-Est de Quimper, son évêché ; à 30 lieues de Rennes ; et à 2 lieues et demie de Callac, sa subdélégation. Cette paroisse relève du Roi et ressortit à Carhaix ; on y compte 800 communiants ; la cure est à l'alternative. La haute, moyenne et basse justice de Coatrecar appartient à M. Duparc-Keryvon. Ce territoire est peu cultivé : il est occupé par des landes et les montagnes Darés [Monts d'Arrée], qui forment une chaîne ou rideau qui continue jusqu'au Faou, dans une longueur de onze lieues. »

### Révolution française
La commune de Plourac'h est rattachée au canton de Plougonver en 1793 et à celui de Callac en 1801.
Selon Jean-Marie Rigaud, une rencontre sanglante eut lieu dans le cimetière de Plourac'h vers 1793, entre des Chouans qui venaient de voler la malle-poste de Paris, et une colonne mobile de l'armée révolutionnaire partie de Guingamp.
Le 12 fructidor an VII (29 août 1799) environ 150 chouans attaquèrent une voiture publique, pourtant escortée de 14 soldats, à Pont-Jaudy, sur la route de Guingamp à Belle-Isle-en-Terre, et tuèrent des agents de l'administration départementale ; poursuivis par les carabiniers et des gendarmes et des volontaires des paroisses avoisinantes, les Chouans, commandés par De Bar et Guillaume Le Guern, dit Sans-Souci, se réfugièrent à Plourac'h, dont ils furent chassés le lendemain après avoir perdu 17 tués dans les combats, sans compter les blessés.

### LeXIXesiècle
A. Marteville et P. Varin, continuateurs d'Ogée, décrivent ainsi Plourac'h en 1853 :

« Plourac'h : commune formée de l'ancienne paroisse de ce nom ; aujourd'hui succursale. (...) Principaux villages : Kernon, Kergus, Kerleron, Gollet, Kergorn, Lessenan, Kerhô, Kerdaniel, Reste-Horniou, Kerbaudouin, Coat-Bloc, Kerindret, Kernivinou, Guerlin, Guerlès, Kermare, Kerambail, Kerdiziout, Pen-an-Golot, Quinplein, Pen-an-Hoat, Keroan, Calanhel, Coat-Rescar, Kerleret. Superficie totale : 3 215 hectares, dont (...) terres labourables 1 421 ha, prés et pâturages 396 ha, bois 11 ha, vergers et jardins 48 ha, landes et incultes 1 239 ha (...). Moulins 4 (de Kerhô, des Prés, Neuf, du Dein ; à eau). Géologie : schiste argileux ; roches amphiboliques et quartz dans le sud-ouest. On parle le breton. »

En 1862 les deux écoles de Plourac'h avaient 20 élèves pour l'école des garçons et 40 élèves pour celle des filles. Deux écoles communales ouvrent en 1869.
La commune reste très enclavée ; en 1876 seuls deux chemins ont bénéficié d'un aménagement et ne desservent que de faibles proportions de la commune ; le Conseil gnéral vote en 1876 une subvention pour aider Plourac'h à aménager le chemin qui relie le bourg à Bolazec.

### LeXXesiècle

#### La Belle Époque
En août 1902 le bâtiment de l'école des garçons est interdit en raison de sa vétusté et de son insalubrité ; en 1904 « la municipalité attend depuis deux ans que le gouvernement veuille bien lui accorder le secours auquel elle a droit pour la construction d'une nouvelle école ». En 1905 l'école des garçons, provisoirement « installée depuis des années dans un local invraisemblable, ne compte plus qu'un seul élève. Les enfants parcourent 8 kilomètres et plus pour fréquenter les écoles des communes voisines ».

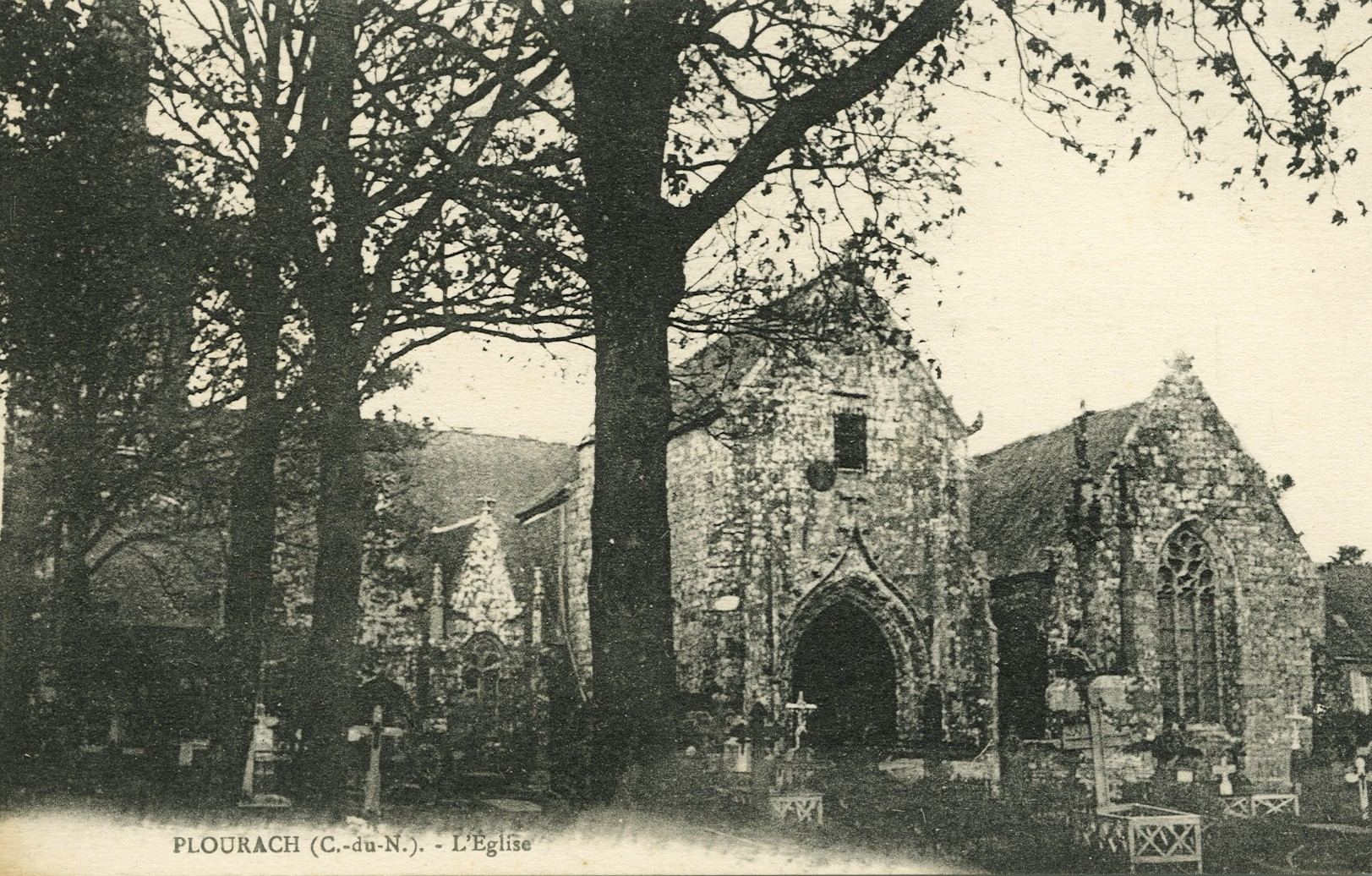
L'église paroissiale de Plourac'h au début du XXe siècle.
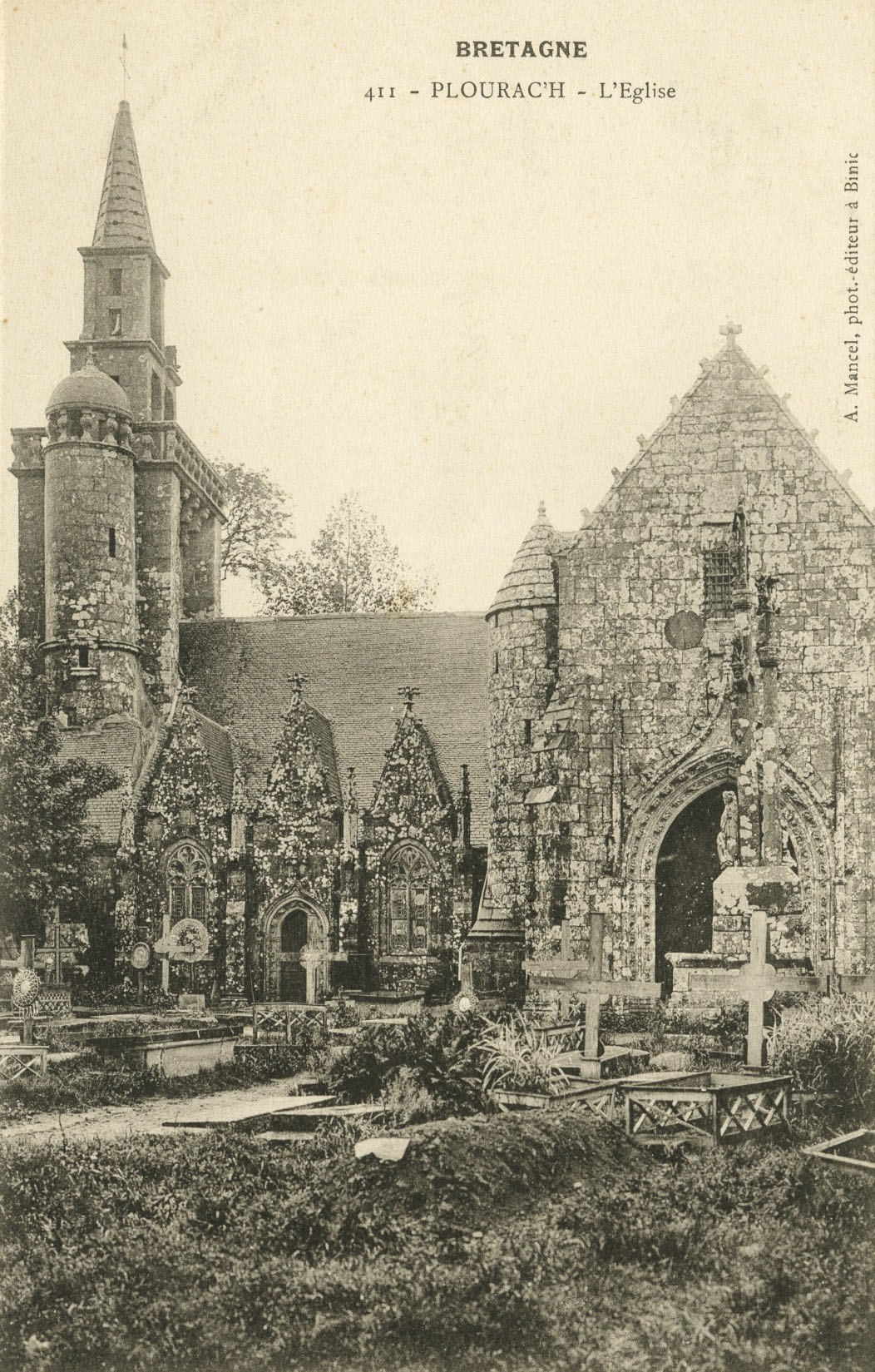
L'église paroissiale de Plourac'h au début du XXe siècle.
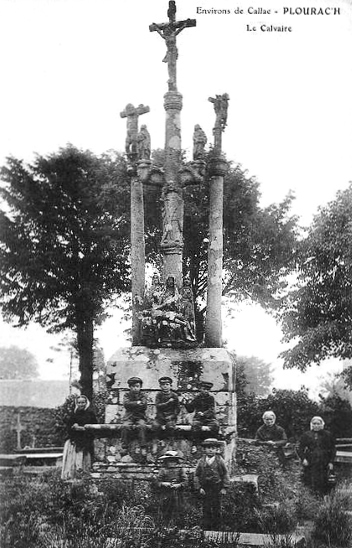
Le calvaire près de l'église de Plourac'h au début du XXe siècle.

Le 21 juillet 1907 un violent orage éclata après les vêpres lors du pardon de la chapelle Saint-Guénolé ; les participants se réfugièrent dans la chapelle, mais la foudre tomba sur l'édifice, tuant deux personnes.
Les biens ayant appartenu à la fabrique de l'église de Plourac'h et placés sous séquestre sont, à défaut de bureau de bienfaisance, attribués à la commune de Plourac'h. Un bureau de bienfaisance est créé par un décret du 13 février 1911.
L'établissement (une école congréganiste) des Sœurs de la Divine Providence de Créhen situé à Plourac'h est dissous par un décret du 1er juillet 1914.

#### La Première Guerre mondiale
Le monument aux morts de Plourac'h porte les noms de 84 soldats morts pour la Patrie pendant la Première Guerre mondiale ; parmi eux 4 (René Jouan, Yves Le Bon, Jean Thoraval et Ange Parchantour) sont morts en Belgique ; 1 (Jean Derrien) est tué à l'ennemi en 1917 dans l'actuelle Macédoine du Nord, 1 (Jean Le Cam) est mort en captivité en Allemagne en 1918 ; les autres sont décédés sur le sol français, dont 5 (Yves Jaouen, Alexandre Le Gall, Guillaume Le Quéré, François Lencot et Yves Monnier) ont été décorés à la fois de la Médaille militaire et de la Croix de guerre.
La médaille du poilu Étienne Fer, né le 7 juillet 1895 à Scrignac (il est décédé en 1960), mais qui était meunier à Plourac'h, a été retrouvée 102 ans après sa perte, dans un champ de la commune des Grandes-Loges (Marne) et remise à ses descendants en 2017.

#### La Seconde Guerre mondiale
Le monument aux morts de Plourac'h porte les noms de 7 personnes mortes pour la France pendant la Seconde Guerre mondiale ; parmi elles deux soldats tués lors de la Bataille de France au printemps 1940 (Marcel Le Scraigne à Blessy (Pas-de-Calais) et Yves Quelennec à Longueau (Somme) ; deux morts en déportation (Joseph Kerhervé, résistant FTP, membre du Front national, mort le 15 août 1942 au camp de concentration d'Auschwitz et Théophile Chauvel, probablement réfractaire au STO, mort le 27 novembre 1944 au Camp de concentration de Flossenbürg (Allemagne) ; Auguste Dugay, résistant FFI a été fusillé le 6 mai 1944 à Ploufragan ; François Fer, gendarme, a été tué par des soldats allemands le 31 août 1944 à Roncherolles-en-Bray (Seine-Inférieure).
Des maquisards, dirigés par Albert Yvinec, sont à l'œuvre à Plourac'h au printemps 1944 et s'installe à partir du 4 juin 1944 près de la chapelle Saint-Maudez ; le 7 juin 1944, lendemain du Débarquement de Normandie, ils établissent des barrages sur les routes du secteur et le lendemain s'emparent d'armes et de munitions dans un dépôt situé à Bolazec après avoir tué les deux sentinelles allemandes.
André Le Penglaou, né le 15 janvier 1919 à Calanhel, résistant FTP, a été tué au combat le 12 juillet 1944 à Plourac’h. Une stèle commémorative a été édifiée en sa mémoire au lieu-dit Toull An Héol.

#### L'après Seconde Guerre mondiale
Deux soldats originaires de Plourac'h (François Guillou et Louis Rousvoal) sont morts pour la France pendant la Guerre d'Algérie.
Entre 1971 et 1989, pendant les mandats de maire de Félix Lozach, une nouvelle mairie est construite, l'école est rénovée et le regroupement pédagogique de l'école avec celles de Carnoët et Plusquellec décidé, la chapelle de Saint-Guénolé restaurée et de nombreuses routes communales réaménagées.

### LeXXIesiècle

#### Les difficultés face à la baisse démographique
Pour lutter contre le dépeuplement le conseil municipal de Plourac'h a voté en 2017 une aide financière de 2 000 euros (plus 1 000 euros par enfant) pour les familles qui feraient l'achat d’une résidence principale dans la commune.
Face au risque de fermeture en 2019 de l'unique commerce de Plourac'h, son propriétaire s'est adressé à l'opération SOS Villages pour trouver de nouveaux gérants.
Les écoles de Plourac'h, Carnoët et Plusquellec se sont unies en un regroupement pédagogique intercommunal (RPI), constitué de trois classes, réparties entre les trois communes (c'est la classe de CM1-CM2 qui se trouve à Plourac'h ; 19 élèves ä la rentrée 2022). En février 2024 les maires de celles-ci demandent l'ouverture pérenne de la quatrième classe, obtenue à titre provisoire en 2023, ce qui était refusé par l'inspection académique, mais a été finalement accordé.

## Politique et administration

### Liste des maires
| Période                                  | Période                   | Identité               | Étiquette | Qualité                                                                    |
| ---------------------------------------- | ------------------------- | ---------------------- | --------- | -------------------------------------------------------------------------- |
| Les données manquantes sont à compléter. |                           |                        |           |                                                                            |
| 1797                                     |                           | Gabriel Guéguen        |           | Cultivateur                                                                |
| 1800                                     | 1819                      | Jean Louis Le Morellec |           | Cultivateur                                                                |
| 1819                                     | 1830                      | Joseph Guillou         |           | Laboureur                                                                  |
| 1830                                     | 1837                      | Jean François Guillou  |           | Cultivateur                                                                |
| 1837                                     | 1870                      | Camille Duchesne       |           | Propriétaire                                                               |
| 1870                                     | 1877                      | Jean Marie Duchesne    |           | Cultivateur Fils de Camille Duchesne, maire précédent                      |
| 1877                                     | 1884                      | Louis Plusquellec      |           | Cultivateur                                                                |
| 1884                                     | 1898                      | François Le Roc'h      |           | Propriétaire                                                               |
| 1898                                     | 1900                      | Jean-Yves Duchesne     |           |                                                                            |
| 1900                                     | 1918                      | Auguste Le Roc'h       |           | Cultivateur, propriétaire Frère de François Le Roc'h, maire de 1884 à 1898 |
| 1918                                     | décembre 1919             | Jean-Marie Lozac'h     |           | Adjoint faisant fonction                                                   |
| décembre 1919                            | mai 1925                  | Yves Higuinen          |           | Cultivateur                                                                |
| mai 1925                                 | mai 1935                  | François Lucas         | Rad.      | Commerçant                                                                 |
| mai 1935                                 | mai 1945                  | Joseph Caroff          |           |                                                                            |
| mai 1945                                 | mars 1971                 | Francis Guéguen        | SFIO      |                                                                            |
| mars 1971                                | mars 1989                 | Félix Lozac'h          |           | Exploitant agricole                                                        |
| mars 1989                                | mars 2001                 | Théophile Le Men       |           | Ancien militaire                                                           |
| mars 2001                                | En cours (au 27 mai 2020) | Yannick Larvor         | DVG       | Commerçant 5e vice-président de la CC Callac - Argoat (2008 → 2016)        |

## Économie
Les entreprises de Plourac'h sont surtout liées à l'agriculture.
Le nombre d'agriculteurs est d'à peu près trente sur la commune. Ce sont essentiellement des élevages de vaches laitières et allaitantes et de volailles et d'une ETA (entreprise de services aux agriculteurs).
Il y a environ cinq entreprises artisanales, un inséminateur et un bar-tabac-alimentation-restaurant.
Il y a aussi deux administrations qui sont la mairie et l'école.

## Démographie
L'évolution du nombre d'habitants est connue à travers les recensements de la population effectués dans la commune depuis 1793. Pour les communes de moins de 10 000 habitants, une enquête de recensement portant sur toute la population est réalisée tous les cinq ans, les populations de référence des années intermédiaires étant quant à elles estimées par interpolation ou extrapolation. Pour la commune, le premier recensement exhaustif entrant dans le cadre du nouveau dispositif a été réalisé en 2006.

En 2022, la commune comptait 350 habitants, en évolution de +8,7 % par rapport à 2016 (Côtes-d'Armor : +1,78 %, France hors Mayotte : +2,11 %).
| 1793  | 1800 | 1806 | 1821  | 1831  | 1836  | 1841  | 1846  | 1851  |
| ----- | ---- | ---- | ----- | ----- | ----- | ----- | ----- | ----- |
| 1 015 | 843  | 932  | 1 013 | 1 265 | 1 158 | 1 240 | 1 242 | 1 320 |

| 1856  | 1861  | 1866  | 1872  | 1876  | 1881  | 1886  | 1891  | 1896  |
| ----- | ----- | ----- | ----- | ----- | ----- | ----- | ----- | ----- |
| 1 312 | 1 368 | 1 398 | 1 454 | 1 525 | 1 481 | 1 547 | 1 537 | 1 593 |

| 1901  | 1906  | 1911  | 1921  | 1926  | 1931  | 1936  | 1946  | 1954 |
| ----- | ----- | ----- | ----- | ----- | ----- | ----- | ----- | ---- |
| 1 528 | 1 568 | 1 612 | 1 488 | 1 388 | 1 338 | 1 259 | 1 153 | 960  |

| 1962 | 1968 | 1975 | 1982 | 1990 | 1999 | 2006 | 2011 | 2016 |
| ---- | ---- | ---- | ---- | ---- | ---- | ---- | ---- | ---- |
| 836  | 742  | 592  | 513  | 437  | 370  | 354  | 347  | 322  |

| 2021 | 2022 | - | - | - | - | - | - | - |
| ---- | ---- | - | - | - | - | - | - | - |
| 339  | 350  | - | - | - | - | - | - | - |

## Lieux et monuments
- l'église Notre-Dame, surnommée la « cathédrale de l'Argoat » : édifiée au XVe siècle (son porche a été réalisé entre 1458 et 1488 par l'atelier ducal du Folgoët[55]) et restaurée au XIXe siècle, elle est classée partiellement et inscrite partiellement au titre des monuments historiques par arrêtés du 29 janvier 1912 et 22 février 1926[56],[57].

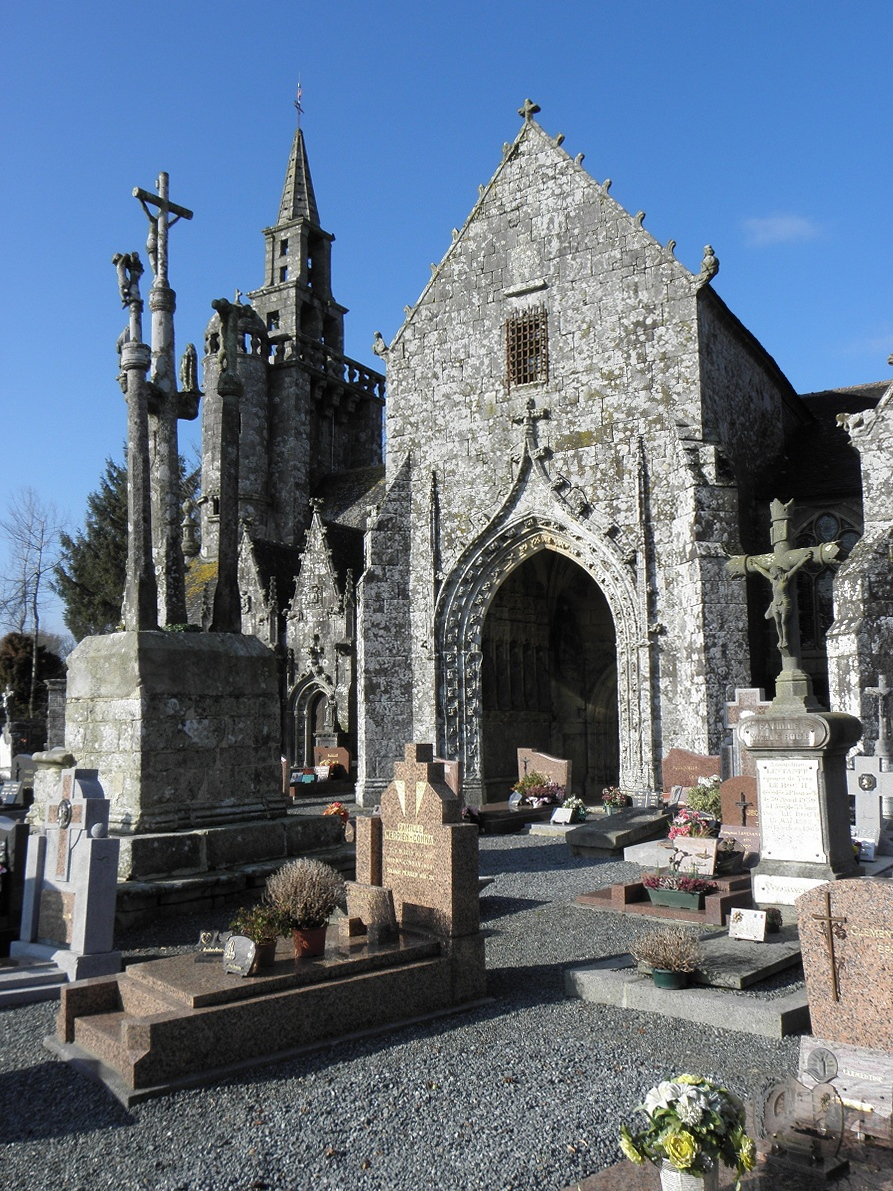
Église Notre-Dame : vue extérieure.
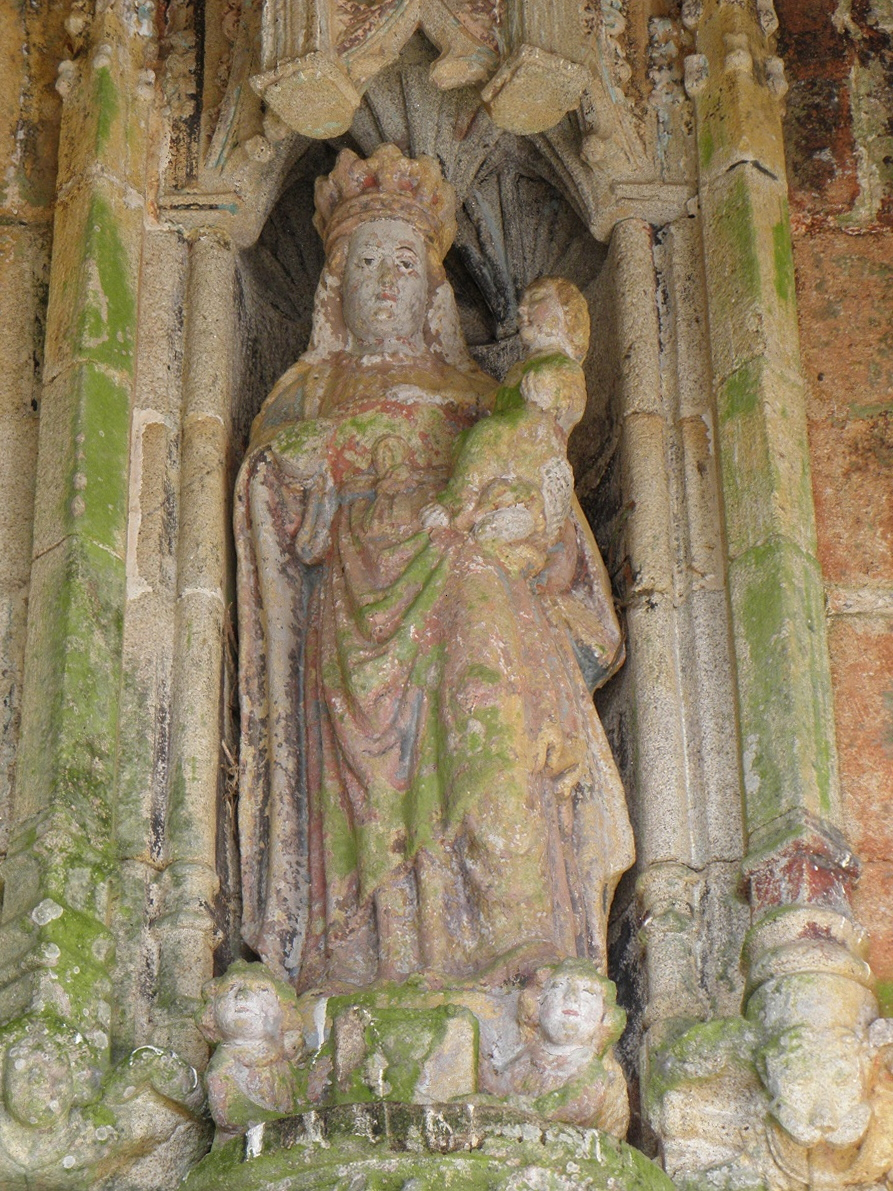
Église Notre-Dame : porche (Vierge à l'Enfant).
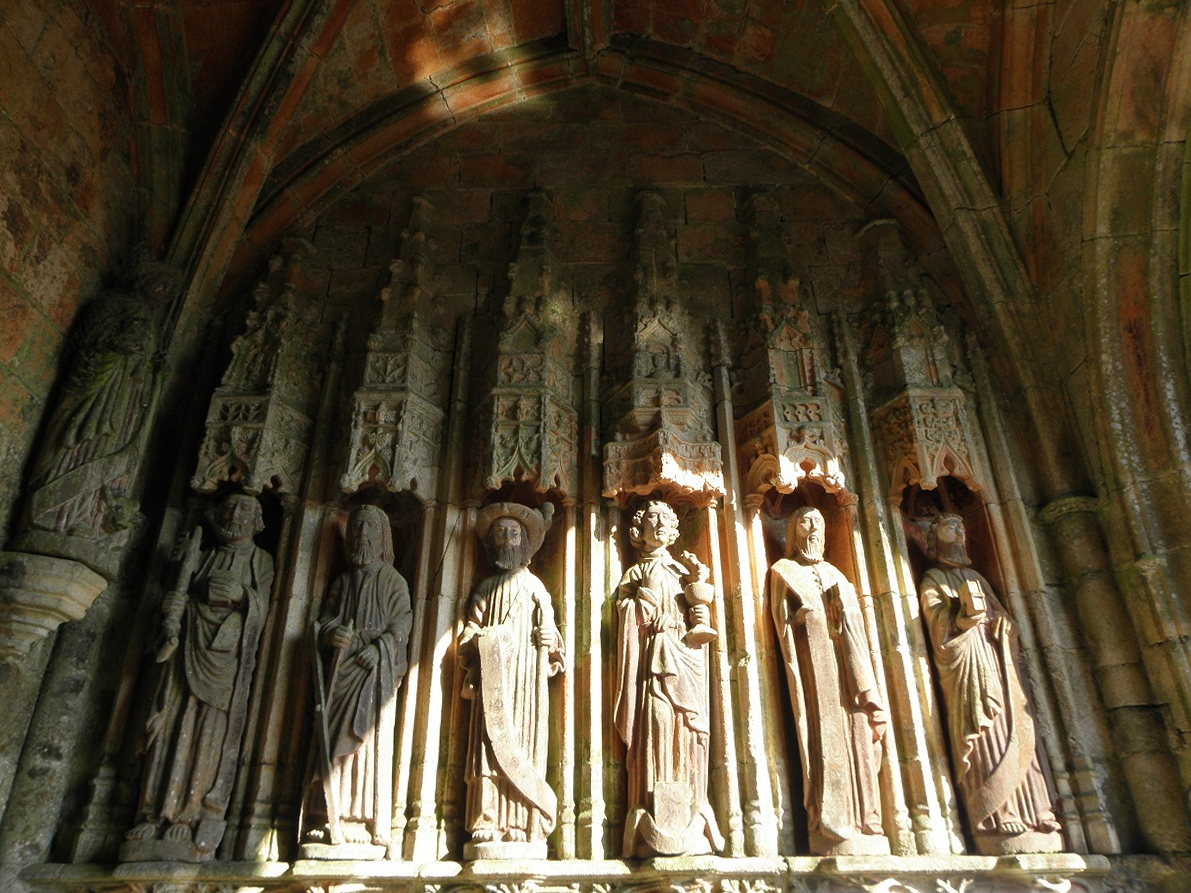
Église Notre-Dame : porche (six apôtres du mur oriental).
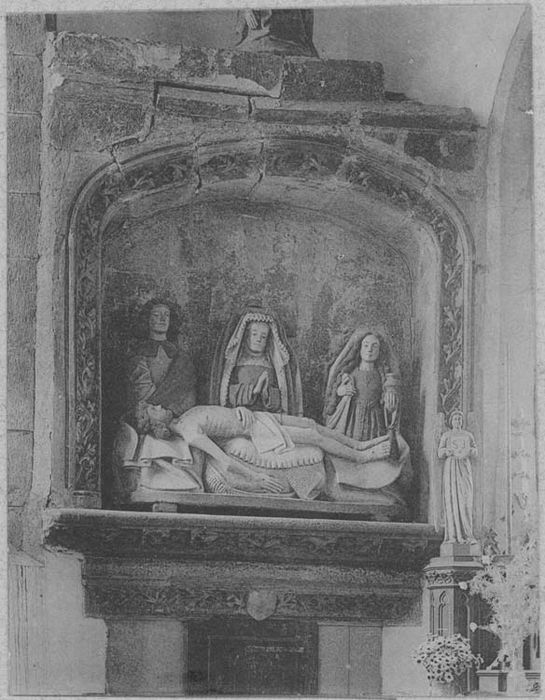
Mise au tombeau (photographie prise vers 1920).

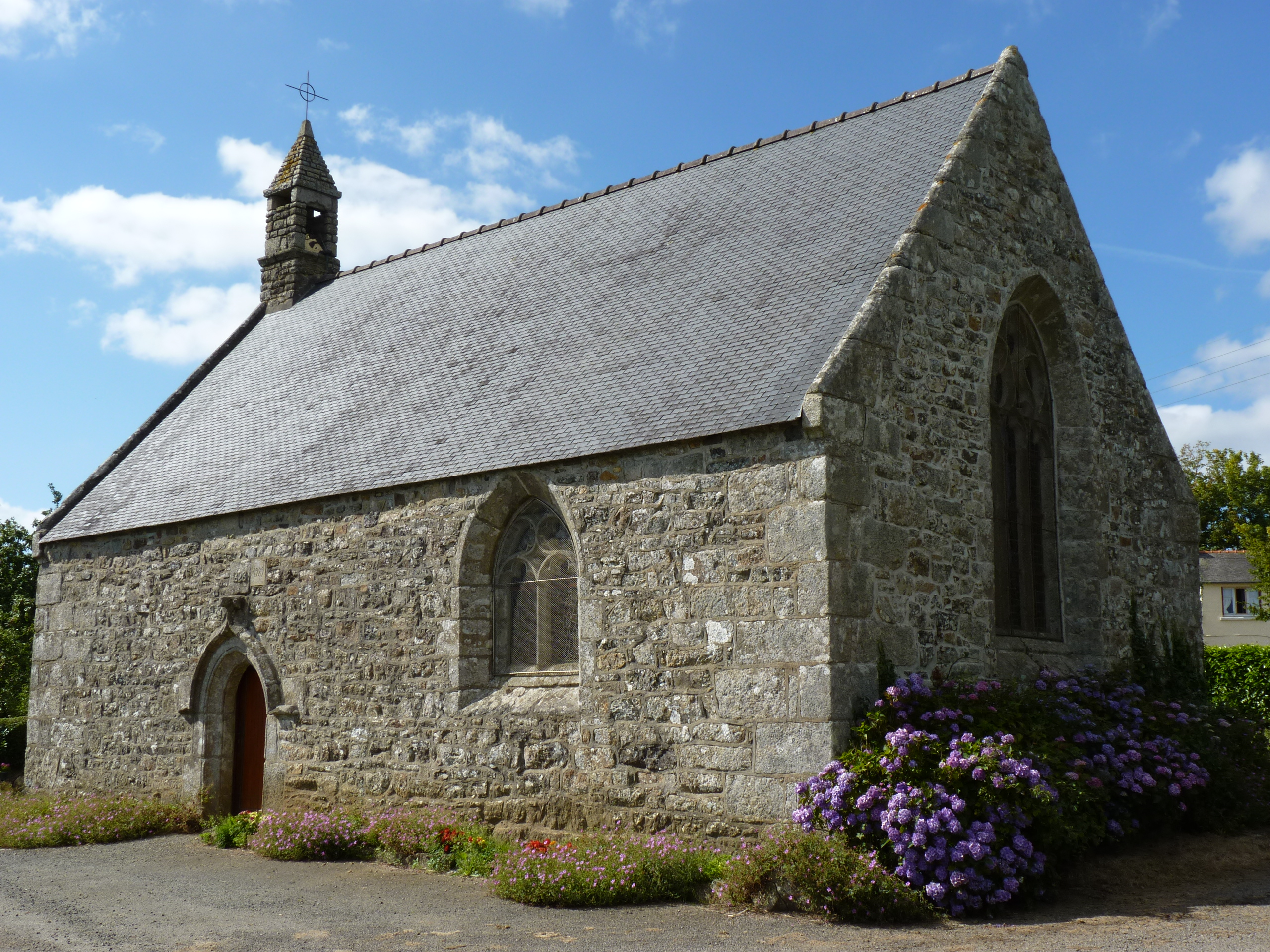
La chapelle Saint-Guénolé de Plourac'h.

- la chapelle Saint-Guénolé : élément du patrimoine local et religieux de la commune, la chapelle Saint-Gwénolé du Runors est très ancienne, elle date du XVIe siècle et est bâtie par la famille Gourvinec, seigneurs de Klempétu. Depuis sa première construction sur le run du Rudunos, la chapelle a subi plusieurs remises en état. Les comptes-rendus de fabriques en témoignent[58].
- la croix du XVIIIe, inscrite au titre des monuments historiques par arrêté du 24 mars 1926[59].

## Héraldique
| Blason de Plourac'h | Blason  | D'azur à deux lions adossés d'or, lampassés de gueules, surmontés d'une fasce alésée d'argent chargée de cinq mouchetures d'hermine de sable et soutenus d'un arbre de sinople accosté de deux épis de blé d'orangé posés en bande à dextre et en barre à senestre. |
| Blason de Plourac'h | Détails | |